# Saint-Martin-la-Patrouille
 Saint-Martin-la-Patrouille  es una población y comuna francesa, en la región de Borgoña, departamento de Saona y Loira, en el distrito de Charolles y cantón de La Guiche.

## Demografía
| 76 | 79 | 63 | 61 | 63 | 61 |
| Para los censos de 1962 a 1999 la población legal corresponde a la población sin duplicidades (Fuente: INSEE [Consultar]) |    |    |    |    |    |